# Neptis nausicaa
Neptis nausicaa är en fjärilsart som beskrevs av Nicéville 1897. Neptis nausicaa ingår i släktet Neptis och familjen praktfjärilar. Inga underarter finns listade i Catalogue of Life.